# Fattigdommens forbandelse
Fattigdommens forbandelse er en norsk stumfilm fra 1911. Filmen regnes som den egentlig første norske spillefilm og blev også annonceret som Den første norske kunstfilm. Instruktøren var Halfdan Nobel Roede. Han havde også instrueret i Under forvandlingens lov (1911), Alt for Norge (1912) og Hemmeligheden (1912)
Filmen er gået tabt, så det nøjagtige indhold er ikke kendt, men filmen er blevet beskrevet som et minidrama på livets skyggeside i 3 akter.